# Rebirth Brass Band
Die Rebirth Brass Band ist eine Brass Band in New Orleans. Sie mischen traditionelle Marching Band Traditionen in New Orleans mit Funk, Soul, Hip-Hop, Rhythm & Blues und Jazz. Sie ist eine der führenden modernen Brass Bands in New Orleans.

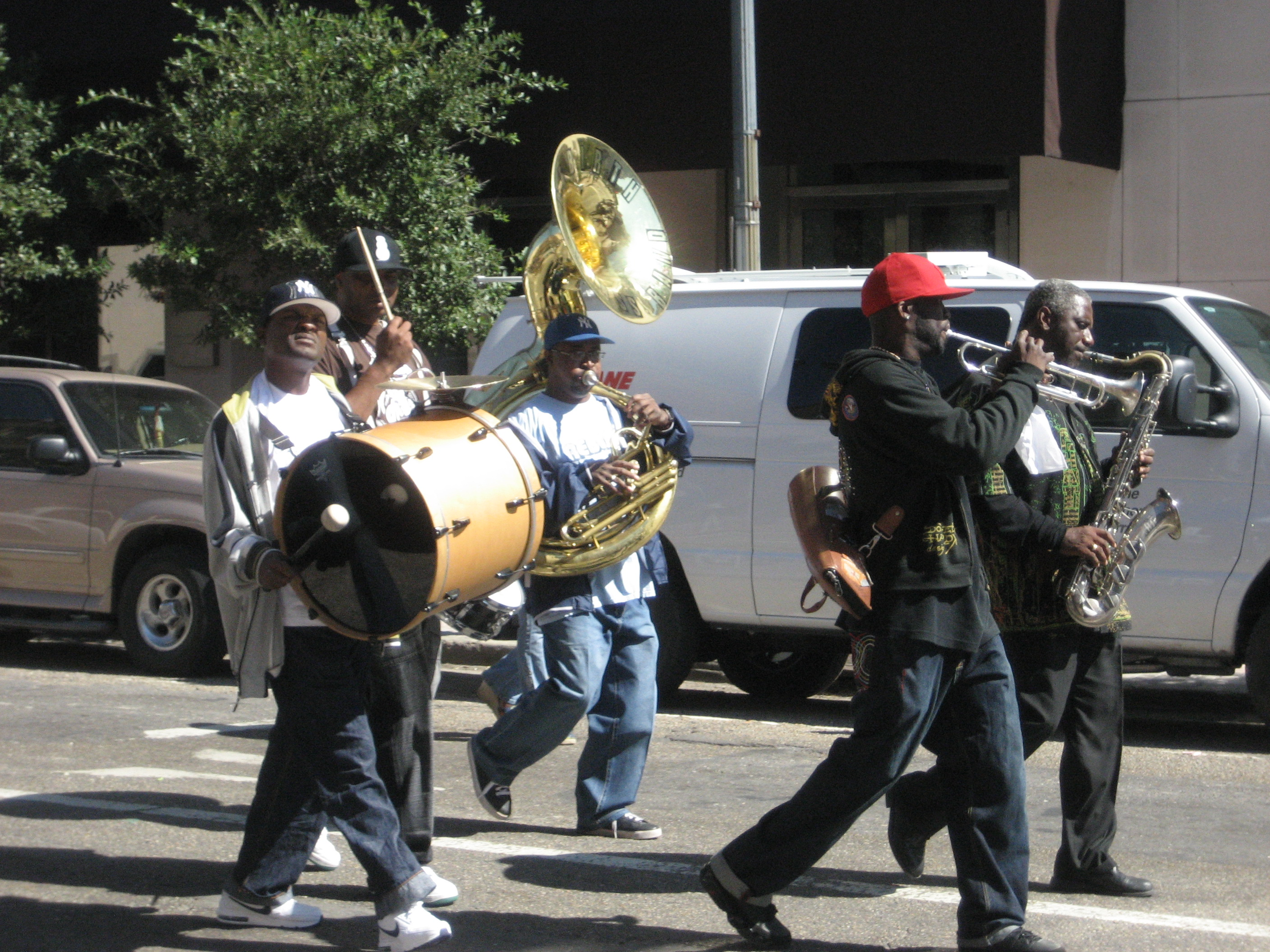
Musiker der Rebirth Brass Band in Second Line 2007 in New Orleans

Sie wurde 1983 aus einer Marching Band der Joseph St. Clark Senior High School im Tremé-Viertel von New Orleans gegründet durch die Brüder Philip Frazier (Tuba, Sousaphon) und Keith Frazier (Basstrommel) und von Kermit Ruffins (Trompete). 1994 trennte sich Ruffins von der Band und gründete eine eigene Brass Band (Barbecue Swingers). Weitere Mitglieder waren der Trompeter Shamarr Allen und der Snaredrum-Spieler Kerry „Fatman“ Hunter.
Die Band spielt, wenn sie nicht auf Tour ist, regelmäßig dienstagabends in der Maple Leaf Bar in der Oak Street im Stadtteil Carrollton.
Sie veröffentlichten 1984 ihr erstes Album Here to Stay ! bei Arhoolie Records, dem ab 1989 weitere Alben bei Rounder Records folgten (zuerst Feel like funkin it up). 2008 veröffentlichten sie ihr 25th Anniversary Album auf eigenem Label. Ihr Album Rebirth of New Orleans (Basin Street Records 2011) erhielt 2012 einen Grammy Award for Best Regional Roots Music Album. Sie touren regelmäßig in Nordamerika und Europa und spielen regelmäßig auf dem New Orleans Jazz & Heritage Festival seit sie von der Jazz-Promoterin Allison Miner in den 1980er Jahren gemanagt wurden. Ihr Album Recorded Live at the 2019 New Orleans Jazz & Heritage Festival  erhielt Ende 2019 eine Grammy-Nominierung in der Kategorie American Roots (Best Regional Roots Music Album).